# فلاكبانزر 1
2   سم Flak 38 auf Panzer I Ausführung A، والمعروف باسم فلاكبانزر 1،  كان مدفع مضاد للطائرات مدفوعًا ذاتيًا من دبابة بانزر-1 قيد الاستخدام من قبل الجيش الألماني النازي خلال الحرب العالمية الثانية.

## تطوير
تم تطوير بانزر-1 خلال معركة فرنسا. قرر مكتب ذخائر الجيش الألماني الجمع بين المدافع الخفيفة المضادة للطائرات مع هيكل الدبابات. تم استخدام هيكل بانزر I لهذه التحويلات، لمجرد أنه كان متاحًا. تم إجراء التحويلات من قبل Stoewer.
في المجموع، تم بناء 24 من هذه المركبات. أثناء التحويل، تمت إزالة أجزاء من الهيكل العلوي الأمامي والغطاء الكامل لحجرة المحرك للحصول على مساحة أكبر للوقوف. لتحقيق مركز جاذبية أفضل، تم تحريك الدروع الأمامية للبنية الفوقية حوالي 18 ملم إلى الأمام. كانت اللوحات على الجانب مصنوعة من صفائح معدنية بسيطة ولا تقدم حماية حقيقية. كان الطاقم مسلحًا بأسلحة صغيرة، مثل كيرباينر 98ك. لتسهيل دخول السائق إلى السيارة، تم تركيب المدفع الرئيسي ليس في المنتصف بل وضعه قليلاً إلى اليمين. تم تخزين الذخيرة تحت مقعد السائق وخلف محمل القذائف.

## روابط خارجية
- معلومات عن Panzer I و Flakpanzer I